# 中国季刊
《中国季刊》（英語：The China Quarterly）创办于1960年，是一份由倫敦大學亞非學院主編，剑桥大学出版社出版的学科交叉性质的学术杂志，一年出版四期。杂志内容主要涵盖关于近现代中国大陆和台湾，包括人类学、商业、文学、艺术、经济、地理、历史、外交、法律、政治、社会学等等各个方面。杂志每一期的内容包括研究论文、评论，以及一段编年史以提示读者影响中国的事件。

## 历史和发展
曾任哈佛大学政治系教授的马若德以研究中国文化大革命史而闻名，他于1960年在伦敦英国国际关系研究所创办了《中国季刊》，它是国外第一份专门研究当代中国的学术刊物，起初由冷战时期美国中央情报局的“自由文化基金会”（Congress for Cultural Freedom, CCF）出资运营。
1967年自由文化基金会解散，《中国季刊》移交给伦敦大学亞非学院，这本杂志在客观上推动了西方中国研究从政策研究转变向学术研究。自此，一些与传统的对中国问题的研究方法和方式不同的诸如比较研究、跨国合作研究、多学科联合研究等，也由这本杂志最早出现并陆续在其它刊物上流行。
目前，《中国季刊》是西方学者发表与中国近现代历史和中华人民共和国史相关的学术研究的重要刊物，也是国际上研究中国相关问题的杂志中影响因子最高的杂志（1.0左右，2006年1.216）。

## 出版和影响
《中国季刊》杂志不受政治上或者任何一国政府的影响，通过同行评审决定文章的录取与否，主编并不能决定论文能否发表，录取率约为10%至12%，稿酬由编辑部来决定。
杂志上发表的文章有时会对政府产生影響，因为50%的订阅者来自于学术圈以外，包括西方新闻记者、外交官、政府官员、智囊团人员甚至情报机构。作为一份地区研究性的刊物，《中国季刊》经常被全世界各国报刊杂志如《经济学人》、《国际先驱论坛报》、《南华早报》、《纽约时报》等引用，推动了西方对中国的深入了解。
有关中国历史的专著有时也会送往《中国季刊》交给编辑审阅，并由编辑邀请合适的人来撰写书评。

## 来自中国大陆的政治审查
2017年8月，《中国季刊》主编Tim Pringle通报，该刊了解到，中国广电总局向剑桥大学出版社提供了一份清单，要求将300余篇在《中国季刊》发表的、不同年代的文章，从出版社中国网站上撤下，据悉其他几个出版机构亦收到同样的命令。Tim Pringle表示《中国季刊》是目前中国研究领域唯一受到如此待遇的重要刊物。
该决定受到学术界抨击，认为会损害学术自由。剑桥大学出版社随后撤回撤下文章的决定，300余篇文章在中国重新上线。